# Республика Индиан-Стрим

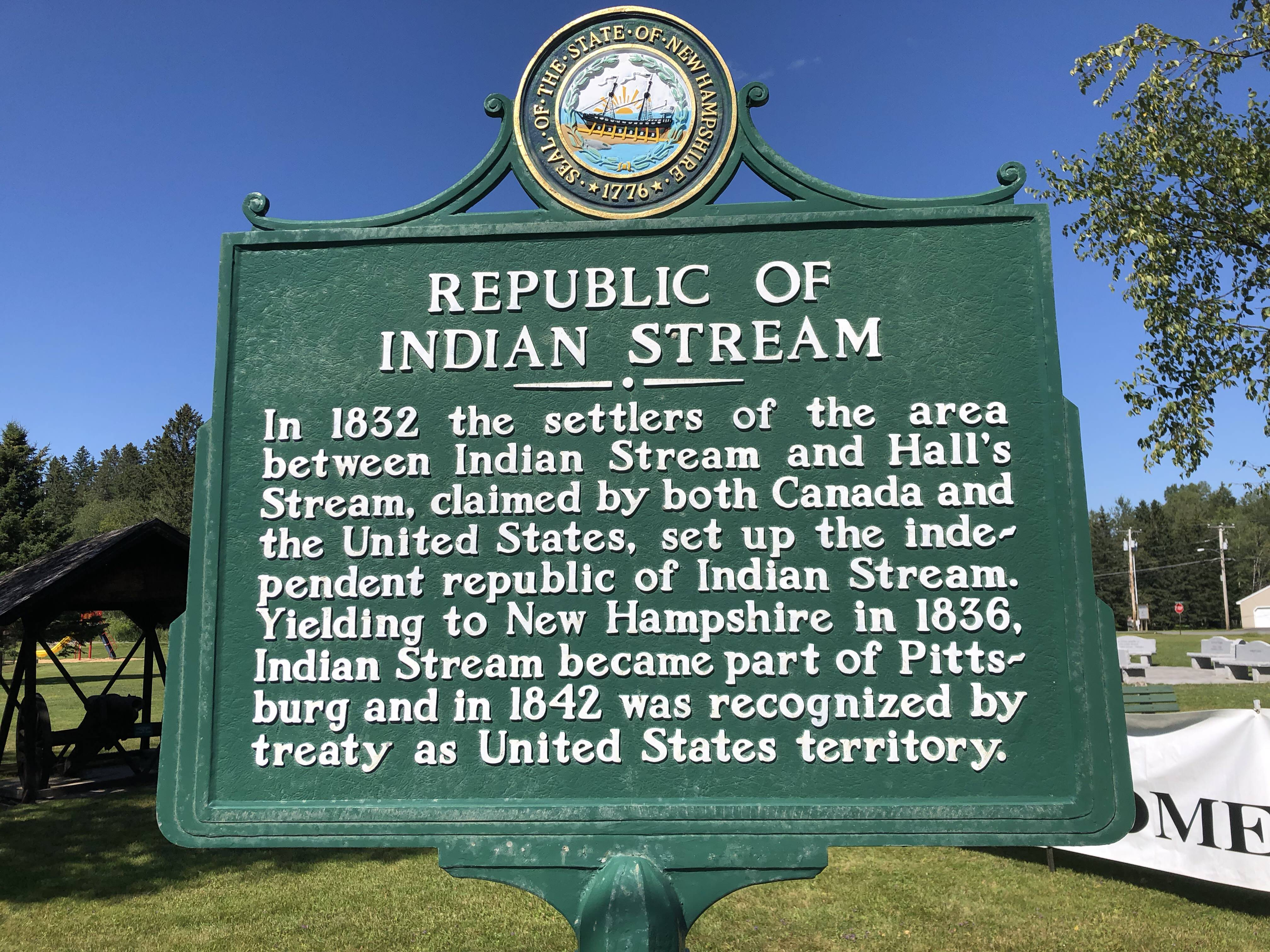
Фотография мемориальной доски о Республике Индиан-Стрим в Питсберге (Нью-Гэмпшир).

Республика Индиан-Стрим (англ. Republic of Indian Stream) — непризнанное государство, существовавшее в Северной Америке с 1832 года по 1835 год.
Государство получило своё название в честь одноимённой реки, протекавшей по его территории. Республика обладала конституцией и избираемым правительством.

## История
Первыми поселенцами на этой территории были европейцы, получившие грант на эту землю от короля (вождя) индейцев Абенаки Филиппа. Согласно переписи, к 1830 году на этой территории проживало около 300 человек.
Создание Республики было, по существу, результатом неточно установленной Парижским миром 1783 года границы между Соединёнными Штатами и британской провинцией Нижняя Канада. На тот момент существовало три возможных интерпретации местонахождения «наиболее северного истока реки Коннектикут». Как результат, оба государства считали территорию находящейся под своей юрисдикцией и отправляли туда своих людей для сбора налогов и взыскания задолженностей. Местные жители, возмущённые двойным налогообложением, приняли решение объявить территорию независимой до тех пор, пока Североамериканские Соединённые Штаты и Великобритания не пришли бы к соглашению по границе. Некоторые граждане считали Индиан-Стрим частью Соединённых Штатов, но не частью Нью-Гэмпшира.
Ассамблея Республики Индиан-Стрим разработала конституцию и провозгласила независимость 9 июля 1832 года. Одним из авторов конституции был Лютер Паркер, который впоследствии управлял республикой как мировой судья все три года её существования.
Несмотря на официальное объявление независимости территории, шериф округа Коос не прекратил своей деятельности на территории непризнанного государства. 30 июля 1835 года он запросил помощь у гражданского ополчения Нью-Гэмпшира. Две пехотные роты из населённых пунктов близ городка Коулбрук вскоре были готовы выступить на спорную территорию. Шериф округа взял над ними командование, и 4 августа они встретились с ~30 — ~40 представителями ассамблеи, которым был предъявлен ультиматум. Под угрозой насильственной оккупации большинство членов ассамблеи приняли решение капитулировать. Республика была аннексирована штатом (государством) Нью-Гэмпшир на следующий день, 5 августа 1835 года.